# Campotéjar (kommunhuvudort)
Campotéjar är en kommunhuvudort i Spanien.   Den ligger i provinsen Provincia de Granada och regionen Andalusien, i den södra delen av landet, 300 km söder om huvudstaden Madrid. Campotéjar ligger 923 meter över havet och antalet invånare är 1 410.
Terrängen runt Campotéjar är huvudsakligen kuperad, men österut är den platt. Campotéjar ligger nere i en dal. Runt Campotéjar är det ganska glesbefolkat, med 21 invånare per kvadratkilometer. Närmaste större samhälle är Iznalloz, 12,7 km sydost om Campotéjar. Trakten runt Campotéjar består till största delen av jordbruksmark.